# Albrecht Gustav von Manstein
Albert Ehrenreich Gustav von Manstein (24 de agosto de 1805 - 11 de mayo de 1877) fue un general prusiano quien sirvió en la guerra austro-prusiana y en la guerra franco-prusiana. Fue el abuelo adoptivo de Erich von Manstein.

## Biografía
Manstein entró en el 3.º Regimiento de Infantería en 1822. En 1841 fue promovido a teniente primero y se convirtió en adjunto del I Cuerpo de Ejército. Para 1864 fue ascendido al rango de Mayor General (Generalleutnant) y le fue dado el mando de la 6.º División de Infantería, que encabezó durante la segunda guerra de Schleswig en la batalla de Dybbøl y en Als. Durante la guerra austro-prusiana comandó la reserva del Primer Ejército, que lideró en la batalla de Königgrätz y por la que fue condecorado con la Pour le Mérite.
En 1867 Manstein recibió el mando del IX Cuerpo y fue promovido a General de Infantería (General der Infanterie) en 1868. Cuando se inició la guerra franco-prusiana en agosto de 1870, el IX Cuerpo se convirtió en parte del Segundo Ejército del Príncipe Federico Carlos. Manstein y su Cuerpo se distinguieron en Gravelotte. Tras la caída del Segundo Imperio, Manstein luchó en el valle del Loire en las campañas de Orleans y Le Mans. Por sus servicios durante la guerra fue recompensado con 100.000 táleros. Se retiró en 1873.

## Honores
- Reino de Prusia:[1]
  - Caballero de la Orden del Águila Roja, 1.ª Clase con Hojas de Roble y Espadas, 1864; Gran Cruz con Hojas de Roble y Espadas en Anillo (50 años), 3 de octubre de 1872[2]
  - Pour le Mérite (militar), 21 de abril de 1864; con Hojas de Roble, 20 de septiembre de 1866[3]
  - Cruz al Servicio
  - Cruz de Hierro (1870), 1.ª Clase con 2.ª Clase en Banda Negra[4]
  - Cruz de Gran Comandante de la Real Orden de Hohenzollern, con Espadas y en Diamantes, 16 de junio de 1871
  - Caballero de la Orden del Águila Negra, 29 de julio de 1873
- Imperio austríaco: Caballero de la Orden Militar de María Teresa, 1864[5]
- Gran Ducado de Hesse:[1]
  - Gran Cruz de la Orden de Luis
  - Cruz al Mérito Militar
- Mecklemburgo:[1]
  - Gran Cruz de la Orden de la Corona Wéndica, con Corona Dorada
  - Cruz al Mérito Militar, 1.ª Clase (Schwerin)
  - Cruz por Distinción en Guerra (Strelitz)
- Imperio ruso: Caballero de la Orden de San Jorge, 4.ª Clase, 27 de diciembre de 1870[6]